# Humanes Metapneumovirus

Genomkarte der Gattung Metapneumovirus

Das Humane Metapneumovirus (englisch human metapneumovirus, HMPV; Spezies Metapneumovirus hominis) wurde 2001 erstmals isoliert und 2016 der damals neuen Virusfamilie Pneumoviridae zugeordnet. Es ist dem häufigeren Respiratory-Syncytial-Virus genetisch und klinisch sehr nahe verwandt und besitzt eine negativ-polarisierte, einzelsträngige RNA als Genom. Man unterscheidet die Subtypen A1 und A2 sowie B1 und B2.
Das HMPV repliziert sich im Respirationstrakt und betrifft vorwiegend Kleinkinder und Kinder. In dieser Altersgruppe macht es bis zu 15 % der jährlichen Bronchiolitisfälle aus. Laut einer sechsjährigen US-Studie ist es bei Kindern der zweithäufigste Erreger der Bronchiolitis.
Bereits im Alter von fünf Jahren haben die meisten Kinder Antikörper gegen das HMPV entwickelt, auch ohne an einer schweren unteren Atemwegsinfektion erkrankt gewesen zu sein.
2024 wurden vermehrt Fälle des HMPV in China festgestellt.

## Wirtsspektrum
Außer Menschen kann das Virus erwiesenermaßen auch Schimpansen und Gorillas infizieren. Bis 2011 waren Infektionen von Schimpansen im Tai-Nationalpark in der Elfenbeinküste sowie von Gorillas in Ruanda bekannt geworden.